# Chaîne d'Éguilles
 (décembre 2009).
Si vous disposez d'ouvrages ou d'articles de référence ou si vous connaissez des sites web de qualité traitant du thème abordé ici, merci de compléter l'article en donnant les références utiles à sa vérifiabilité et en les liant à la section « Notes et références ».
La chaîne d’Éguilles, aussi appelée chaîne de la Fare ou chaîne d’Éguilles-Lançon, est une chaîne de collines du centre-est des Bouches-du-Rhône.

## Géographie
Le relief s'étend du sud de Célony, lieu-dit situé au nord d'Aix-en-Provence, jusqu'au nord de la commune d'Éguilles sur une distance de 8 km, à une altitude comprise entre 200 et 373 mètres. 
Géologiquement, la chaîne se prolonge jusqu'au bord de l'étang de Berre près de Saint Chamas en direction de l'ouest et jusqu'au plateau d'Entremont en direction de l'est, ce qui en fait un des massifs les plus étendus du département, avec plus de 25 km de longueur et une largeur de 3 à 5 km. Souvent boisée, la chaîne traverse ou borde les communes d'Aix-en-Provence, Éguilles, Saint-Cannat, Coudoux, La Fare-les-Oliviers, Lançon-Provence, Grans, Cornillon-Confoux et Saint Chamas. Le relief est coupé en deux entre Coudoux et La Fare-les-Oliviers par le passage de l'autoroute A7 dans le vallon de la Vautubière et symbolise la séparation entre la chaîne littorale et la chaîne intérieure. Il est aussi traversé par la D 113 entre La Fare-les-Oliviers et Lançon-Provence (col du Télégraphe) et par la N 296, rocade ouest d'Aix-en-Provence aussi appelée à cet endroit « montée de Célony » par les Aixois. D'une manière générale, l'altitude du relief est basse, comprise entre 150 et 250 mètres, à l'exception de l'extrémité orientale située entre Éguilles et Célony, plus élevée, et l'extrémité occidentale qui borde l'étang de Berre, plus basse.

### Chaîne littorale
Elle s'apparente à de petites collines formant un petit massif boisé, du côté de Grans et Saint-Chamas, la Touloubre contourne le relief par le nord puis par l'ouest avant d'arriver à son embouchure. Le long de la D 10 reliant La Fare-les-Oliviers à Saint-Chamas, on peut observer sur quatre ou cinq kilomètres quelques falaises dépourvues de végétation. Le vent y souffle généralement fort. L'altitude varie de 8 mètres à Saint Chamas jusqu'à 223 mètres entre la Fare les Oliviers et Lançon-Provence.

### Chaîne intérieure
Elle s'apparente plutôt a un plateau entre Éguilles, Saint-Cannat et Coudoux, où la végétation est plus souvent de la garrigue que de la forêt en allant vers l'est. L'altitude varie de 97 mètres à Coudoux jusqu'à 373 mètres, le point culminant, à Celony.